# 칼데아 왕조
칼데아 왕조는 신바빌로니아 왕조로도 알려져 있으며, 바빌론 제10왕조로 분류된다. 신바빌로니아 제국의 지배 왕조였으며, 기원전 626년 나보폴라사르의 즉위부터 기원전 539년 바빌론의 멸망까지 바빌론의 왕으로서 통치했다. 나보폴라사르의 후손으로 이어진 이 왕조는 기원전 560년 아람인 관리 네리그리사르 (r. 기원전 560–556년)에 의해 폐위되었지만, 그는 혼인을 통해 칼데아 왕들과 연결되어 있었고 그의 아들이자 후계자인 라바시-마르두크 (r. 기원전 556년)는 혈통을 다시 왕위로 가져왔을 수도 있다. 마지막 신바빌로니아 왕인 나보니두스 (r. 기원전 556–539년)는 이전 왕들과 직계로 연결되지는 않았지만, 네리그리사르처럼 혼인을 통해 왕조와 연결되었을 수도 있다.

## 역사
"칼데아 왕조"라는 용어와 이에 상응하는 "칼데아 제국"이라는 용어는 신바빌로니아 제국의 또 다른 역사학적 명칭으로, 이 왕조의 창시자인 나보폴라사르가 칼데아 출신이라는 학설에서 파생되었다. 동시대 자료들은 우루크 예언 텍스트처럼 나보폴라사르를 "바다의 왕"(즉, 남부 바빌로니아)으로 소개하거나, 신샤리쉬쿤 아시리아 왕의 편지처럼 "하류 바다의"(역시 남부 바빌로니아) 사람으로 묘사하는 등 남부 메소포타미아 출신임을 시사하지만, 그에게 특정 민족적 출신을 언급한 자료는 없다. 칼데아인들이 메소포타미아 최남단에 살았기 때문에 많은 역사가들은 나보폴라사르를 칼데아인으로 보았다. 그러나 다른 학자들은 그를 아시리아인 또는 바빌로니아인으로 언급하기도 했다.
이 문제는 나보폴라사르가 자신의 조상에 대해 전혀 기록하지 않고, 심지어 자신을 "아무것도 아닌 자의 아들"이라고 지칭했다는 사실 때문에 더욱 복잡해진다. 실제 아무것도 아닌 자, 즉 무명의 인물이 바빌론의 왕이 될 만큼 영향력을 모을 수 없었을 것이기 때문에 이는 거의 확실히 거짓말이다. 나보폴라사르와 그의 왕조가 우루크(바빌론 남쪽에 위치)와 연결되어 있다는 여러 증거가 있는데, 가장 두드러진 점은 나보폴라사르의 후손 중 일부가 그 도시에 살았다는 점과 그의 아들이자 후계자인 네부카드네자르 2세가 왕이 되기 전에 그곳에서 사제로 일했다는 점이다. 2007년 아시리아 학자 미카엘 유르사(Michael Jursa)는 나보폴라사르를 신아시리아 왕 아슈르바니팔이 임명한 우루크의 총독이었던 네부카드네자르(또는 쿠두루)의 아들로 보았다. 이 네부카드네자르는 우루크의 저명한 정치 가문에 속해 있었는데, 이는 나보폴라사르가 어떻게 권력을 잡을 수 있었는지를 설명해 주며, 그의 친척들의 이름은 나보폴라사르의 후손들에게 나중에 주어진 이름과 일치하여 부칭을 통한 가족 관계를 시사할 수 있다. 나보폴라사르가 아시리아인들과 싸우며 통치했기 때문에, 친아시리아 성향의 총독과 자신을 연결하는 대신 자신을 "아무것도 아닌 자의 아들"이라고 부르는 것이 정치적으로 유리했을 수도 있다.
나보폴라사르의 후손들은 그의 손자인 아멜-마르두크가 기원전 560년에 장군이자 관리였던 매형 네리그리사르에게 폐위될 때까지 바빌로니아를 통치했다. 네리그리사르는 왕이 되기 전에도 강력하고 영향력 있는 인물이었지만, 혈통으로는 왕조와 관련이 없었고, 대신 아람인 기원, 아마도 푸쿠두 부족 출신이었을 것이다. 그러나 그는 칼데아 왕조와 완전히 무관하지는 않았는데, 네부카드네자르 2세의 딸 중 한 명, 아마도 카샤야와의 혼인을 통해 왕위에 대한 자신의 주장을 확보했기 때문이다. 네리그리사르는 그의 아들 라바시-마르두크가 계승했지만, 얼마 지나지 않아 폐위되었다. 라바시-마르두크가 왜 폐위되었는지는 알려져 있지 않지만, 그가 네리그리사르와 네부카드네자르 2세의 딸이 아닌 다른 아내 사이에서 태어난 아들이어서 칼데아 왕조와 완전히 무관했을 가능성도 있다.
라바시-마르두크를 폐위시킨 쿠데타의 주모자는 아마도 궁정 신하 벨사살이었을 것이며, 그는 라바시-마르두크 대신 벨사살의 아버지인 나보니두스를 왕으로 선포했다. 자료에 따르면 나보니두스는 공모의 일부였지만, 자신이 왕이 되려 하거나 예상하지 못했으며, 그 지명을 수락하는 것을 망설였다고 한다. 나보니두스의 왕위 등극은 벨사살을 왕위 계승 서열에서 첫 번째로 만들었고 (아버지가 살아있는 동안 자신이 왕이 되는 것은 적절하지 않았을 것이다), 또한 그가 라바시-마르두크 가족의 재산을 상속받으면서 바빌로니아에서 가장 부유한 사람 중 한 명이 되게 했다. 나보니두스는 네리그리사르처럼 네부카드네자르 2세의 딸과 결혼했을 가능성이 높으며, 이것이 그가 왕위에 대한 주장을 확보한 방법이었을 것이다. 이것은 또한 벨사살이 네부카드네자르 2세의 후손이었다는 후대 전통을 설명해 줄 것이다. 나보니두스는 신 신의 숭배자였던 것으로 보이지만, 그가 바빌론의 국신 마르둑보다 신을 얼마나 높이려고 시도했는지는 논란의 여지가 있다. 후대의 바빌론 사람들은 나보니두스를 정통적이지 않고 잘못된 인물로 기억했지만, 미치거나 반드시 나쁜 통치자로 보지는 않았다. 벨사살은 결코 왕이 되지 못했고, 아케메네스 제국의 키루스 대왕이 기원전 539년에 바빌로니아를 침략하여 신바빌로니아 제국을 종식시킴으로써 바빌론은 결국 나보니두스의 지도력 하에 무너졌다. 나보니두스와 벨사살의 운명은 알려져 있지 않다. 나보니두스는 살아서 은퇴가 허용되었을 수도 있지만, 벨사살은 죽임을 당했다고 일반적으로 가정된다.

## 칼데아 왕조 가계도
대략적으로 와이즈먼(Wiseman, 1983)을 따른다. 나보폴라사르의 조상 재구성은 유르사(Jursa, 2007)를 따르고, 네리그리사르의 조상은 와이즈먼(Wiseman, 1991)을 따르며, 네부카드네자르 2세의 자녀는 볼리외(Beaulieu, 1998)를 따른다. 그리고 와이즈먼(Wiseman, 1983)을 따른다. 라바시-마르두크와 기기툼이 카샤야의 자녀였는지, 아니면 지배 왕조와 관련 없는 다른 아내의 자녀였는지는 분명하지 않다. 또한 나보니두스가 실제로 네부카드네자르의 딸 중 한 명과 결혼했는지도 확실하지 않아, 벨사살과 그의 형제자매들이 네부카드네자르의 후손이었다는 가정에 일부 불확실성을 더한다. 네부카드네자르가 나보폴라사르의 장남이고 나부-슘-리시르가 나보폴라사르의 차남이라는 점 외에는 어떤 자녀의 출생 순서도 불확실하다.
|  |  |  |  |                              |                              |                              |                              |                              |                              |  |  |        |        |        |        |             |             |             |             |             |             |          |          |                |                |                |                |                                    |                                    |                                    |                                    |                                    |                                    |                              |                              |                              |                              |                           |                           |                           |                           |                  |                  | 나보나사르       |                  |                  |                  |                    |                    |                    |                    |                    |                    |             |             |                               |                               |                               |                               |                               |                               |  |  |                  |                  |                  |                  |                  |                  |          |          |                  |                  |                  |                  |                  |                  |               |               |               |               |               |               |                      |                      |                      |                      |                      |                      |                      |                      |                      |                      |              |              |              |              |              |              |                            |                            |                            |                            |                            |                            |                    |                    |                    |                    |                    |                    |  |  |
|  |  |  |  |                              |                              |                              |                              |                              |                              |  |  |        |        |        |        |             |             |             |             |             |             |          |          |                |                |                |                |                                    |                                    |                                    |                                    |                                    |                                    |                              |                              |                              |                              |                           |                           |                           |                           |                  |                  |                  |                  |                  |                  |                    |                    |                    |                    |                    |                    |             |             |                               |                               |                               |                               |                               |                               |  |  |                  |                  |                  |                  |                  |                  |          |          |                  |                  |                  |                  |                  |                  |               |               |               |               |               |               |                      |                      |                      |                      |                      |                      |                      |                      |                      |                      |              |              |              |              |              |              |                            |                            |                            |                            |                            |                            |                    |                    |                    |                    |                    |                    |  |  |
|  |  |  |  |                              |                              |                              |                              |                              |                              |  |  |        |        |        |        |             |             |             |             |             |             |          |          |                |                |                |                |                                    |                                    |                                    |                                    |                                    |                                    |                              |                              |                              |                              |                           |                           |                           |                           |                  |                  |                  |                  |                  |                  |                    |                    |                    |                    |                    |                    |             |             |                               |                               |                               |                               |                               |                               |  |  |                  |                  |                  |                  |                  |                  |          |          |                  |                  |                  |                  |                  |                  |               |               |               |               |               |               |                      |                      |                      |                      |                      |                      |                      |                      |                      |                      |              |              |              |              |              |              |                            |                            |                            |                            |                            |                            |                    |                    |                    |                    |                    |                    |  |  |
|  |  |  |  | 푸쿠두 부족 (아람인)         | 푸쿠두 부족 (아람인)         | 푸쿠두 부족 (아람인)         | 푸쿠두 부족 (아람인)         | 푸쿠두 부족 (아람인)         | 푸쿠두 부족 (아람인)         |  |  |        |        |        |        |             |             |             |             |             |             |          |          |                |                |                |                |                                    |                                    |                                    |                                    |                                    |                                    |                              |                              | 네부카드네자르 ('쿠두루')    | 네부카드네자르 ('쿠두루')    | 네부카드네자르 ('쿠두루') | 네부카드네자르 ('쿠두루') | 네부카드네자르 ('쿠두루') | 네부카드네자르 ('쿠두루') |                  |                  | 나부-우삽시      | 나부-우삽시      | 나부-우삽시      | 나부-우삽시      | 나부-우삽시        | 나부-우삽시        |                    |                    | 벨-우발리트        | 벨-우발리트        | 벨-우발리트 | 벨-우발리트 | 벨-우발리트                   | 벨-우발리트                   |                               |                               |                               |                               |  |  |                  |                  |                  |                  |                  |                  |          |          |                  |                  |                  |                  |                  |                  |               |               |               |               |               |               |                      |                      |                      |                      |                      |                      |                      |                      |                      |                      |              |              |              |              |              |              |                            |                            |                            |                            |                            |                            |                    |                    |                    |                    |                    |                    |  |  |
|  |  |  |  | 푸쿠두 부족 (아람인)         | 푸쿠두 부족 (아람인)         | 푸쿠두 부족 (아람인)         | 푸쿠두 부족 (아람인)         | 푸쿠두 부족 (아람인)         | 푸쿠두 부족 (아람인)         |  |  |        |        |        |        |             |             |             |             |             |             |          |          |                |                |                |                |                                    |                                    |                                    |                                    |                                    |                                    |                              |                              | 네부카드네자르 ('쿠두루')    | 네부카드네자르 ('쿠두루')    | 네부카드네자르 ('쿠두루') | 네부카드네자르 ('쿠두루') | 네부카드네자르 ('쿠두루') | 네부카드네자르 ('쿠두루') |                  |                  | 나부-우삽시      | 나부-우삽시      | 나부-우삽시      | 나부-우삽시      | 나부-우삽시        | 나부-우삽시        |                    |                    | 벨-우발리트        | 벨-우발리트        | 벨-우발리트 | 벨-우발리트 | 벨-우발리트                   | 벨-우발리트                   |                               |                               |                               |                               |  |  |                  |                  |                  |                  |                  |                  |          |          |                  |                  |                  |                  |                  |                  |               |               |               |               |               |               |                      |                      |                      |                      |                      |                      |                      |                      |                      |                      |              |              |              |              |              |              |                            |                            |                            |                            |                            |                            |                    |                    |                    |                    |                    |                    |  |  |
|  |  |  |  |                              |                              |                              |                              |                              |                              |  |  |        |        |        |        |             |             |             |             |             |             |          |          |                |                |                |                |                                    |                                    |                                    |                                    |                                    |                                    |                              |                              |                              |                              |                           |                           |                           |                           |                  |                  |                  |                  |                  |                  |                    |                    |                    |                    |                    |                    |             |             |                               |                               |                               |                               |                               |                               |  |  |                  |                  |                  |                  |                  |                  |          |          |                  |                  |                  |                  |                  |                  |               |               |               |               |               |               |                      |                      |                      |                      |                      |                      |                      |                      |                      |                      |              |              |              |              |              |              |                            |                            |                            |                            |                            |                            |                    |                    |                    |                    |                    |                    |  |  |
|  |  |  |  | 나부-에피르-라아             | 나부-에피르-라아             | 나부-에피르-라아             | 나부-에피르-라아             | 나부-에피르-라아             | 나부-에피르-라아             |  |  |        |        |        |        | 메디아 왕조 | 메디아 왕조 | 메디아 왕조 | 메디아 왕조 | 메디아 왕조 | 메디아 왕조 |          |          |                |                |                |                |                                    |                                    |                                    |                                    | 나보폴라사르 r. 626 – 605 BC       | 나보폴라사르 r. 626 – 605 BC       | 나보폴라사르 r. 626 – 605 BC | 나보폴라사르 r. 626 – 605 BC | 나보폴라사르 r. 626 – 605 BC | 나보폴라사르 r. 626 – 605 BC |                           |                           | 나부-수무-우킨            | 나부-수무-우킨            | 나부-수무-우킨   | 나부-수무-우킨   | 나부-수무-우킨   | 나부-수무-우킨   |                  |                  |                    |                    |                    |                    |                    |                    |             |             |                               |                               |                               |                               |                               |                               |  |  |                  |                  |                  |                  |                  |                  |          |          |                  |                  |                  |                  |                  |                  |               |               |               |               |               |               |                      |                      |                      |                      |                      |                      |                      |                      |                      |                      |              |              |              |              |              |              |                            |                            |                            |                            |                            |                            |                    |                    |                    |                    |                    |                    |  |  |
|  |  |  |  | 나부-에피르-라아             | 나부-에피르-라아             | 나부-에피르-라아             | 나부-에피르-라아             | 나부-에피르-라아             | 나부-에피르-라아             |  |  |        |        |        |        | 메디아 왕조 | 메디아 왕조 | 메디아 왕조 | 메디아 왕조 | 메디아 왕조 | 메디아 왕조 |          |          |                |                |                |                |                                    |                                    |                                    |                                    | 나보폴라사르 r. 626 – 605 BC       | 나보폴라사르 r. 626 – 605 BC       | 나보폴라사르 r. 626 – 605 BC | 나보폴라사르 r. 626 – 605 BC | 나보폴라사르 r. 626 – 605 BC | 나보폴라사르 r. 626 – 605 BC |                           |                           | 나부-수무-우킨            | 나부-수무-우킨            | 나부-수무-우킨   | 나부-수무-우킨   | 나부-수무-우킨   | 나부-수무-우킨   |                  |                  |                    |                    |                    |                    |                    |                    |             |             |                               |                               |                               |                               |                               |                               |  |  |                  |                  |                  |                  |                  |                  |          |          |                  |                  |                  |                  |                  |                  |               |               |               |               |               |               |                      |                      |                      |                      |                      |                      |                      |                      |                      |                      |              |              |              |              |              |              |                            |                            |                            |                            |                            |                            |                    |                    |                    |                    |                    |                    |  |  |
|  |  |  |  |                              |                              |                              |                              |                              |                              |  |  |        |        |        |        |             |             |             |             |             |             |          |          |                |                |                |                |                                    |                                    |                                    |                                    |                                    |                                    |                              |                              |                              |                              |                           |                           |                           |                           |                  |                  |                  |                  |                  |                  |                    |                    |                    |                    |                    |                    |             |             |                               |                               |                               |                               |                               |                               |  |  |                  |                  |                  |                  |                  |                  |          |          |                  |                  |                  |                  |                  |                  |               |               |               |               |               |               |                      |                      |                      |                      |                      |                      |                      |                      |                      |                      |              |              |              |              |              |              |                            |                            |                            |                            |                            |                            |                    |                    |                    |                    |                    |                    |  |  |
|  |  |  |  | 벨-슘-이스쿤                 | 벨-슘-이스쿤                 | 벨-슘-이스쿤                 | 벨-슘-이스쿤                 | 벨-슘-이스쿤                 | 벨-슘-이스쿤                 |  |  |        |        |        |        | 아미티스    | 아미티스    | 아미티스    | 아미티스    | 아미티스    | 아미티스    |          |          |                |                |                |                | 네부카드네자르 2세 r. 605 – 562 BC | 네부카드네자르 2세 r. 605 – 562 BC | 네부카드네자르 2세 r. 605 – 562 BC | 네부카드네자르 2세 r. 605 – 562 BC | 네부카드네자르 2세 r. 605 – 562 BC | 네부카드네자르 2세 r. 605 – 562 BC |                              |                              | 나부-슘-리시르               | 나부-슘-리시르               | 나부-슘-리시르            | 나부-슘-리시르            | 나부-슘-리시르            | 나부-슘-리시르            |                  |                  | 나부-제르-우삽시 | 나부-제르-우삽시 | 나부-제르-우삽시 | 나부-제르-우삽시 | 나부-제르-우삽시   | 나부-제르-우삽시   |                    |                    |                    |                    |             |             |                               |                               |                               |                               |                               |                               |  |  |                  |                  |                  |                  |                  |                  |          |          |                  |                  |                  |                  |                  |                  |               |               |               |               |               |               |                      |                      |                      |                      |                      |                      |                      |                      |                      |                      | 아다드-굽피ʾ | 아다드-굽피ʾ | 아다드-굽피ʾ | 아다드-굽피ʾ | 아다드-굽피ʾ | 아다드-굽피ʾ |                            |                            |                            |                            |                            |                            | 나부-발라츠-이키비 | 나부-발라츠-이키비 | 나부-발라츠-이키비 | 나부-발라츠-이키비 | 나부-발라츠-이키비 | 나부-발라츠-이키비 |  |  |
|  |  |  |  | 벨-슘-이스쿤                 | 벨-슘-이스쿤                 | 벨-슘-이스쿤                 | 벨-슘-이스쿤                 | 벨-슘-이스쿤                 | 벨-슘-이스쿤                 |  |  |        |        |        |        | 아미티스    | 아미티스    | 아미티스    | 아미티스    | 아미티스    | 아미티스    |          |          |                |                |                |                | 네부카드네자르 2세 r. 605 – 562 BC | 네부카드네자르 2세 r. 605 – 562 BC | 네부카드네자르 2세 r. 605 – 562 BC | 네부카드네자르 2세 r. 605 – 562 BC | 네부카드네자르 2세 r. 605 – 562 BC | 네부카드네자르 2세 r. 605 – 562 BC |                              |                              | 나부-슘-리시르               | 나부-슘-리시르               | 나부-슘-리시르            | 나부-슘-리시르            | 나부-슘-리시르            | 나부-슘-리시르            |                  |                  | 나부-제르-우삽시 | 나부-제르-우삽시 | 나부-제르-우삽시 | 나부-제르-우삽시 | 나부-제르-우삽시   | 나부-제르-우삽시   |                    |                    |                    |                    |             |             |                               |                               |                               |                               |                               |                               |  |  |                  |                  |                  |                  |                  |                  |          |          |                  |                  |                  |                  |                  |                  |               |               |               |               |               |               |                      |                      |                      |                      |                      |                      |                      |                      |                      |                      | 아다드-굽피ʾ | 아다드-굽피ʾ | 아다드-굽피ʾ | 아다드-굽피ʾ | 아다드-굽피ʾ | 아다드-굽피ʾ |                            |                            |                            |                            |                            |                            | 나부-발라츠-이키비 | 나부-발라츠-이키비 | 나부-발라츠-이키비 | 나부-발라츠-이키비 | 나부-발라츠-이키비 | 나부-발라츠-이키비 |  |  |
|  |  |  |  |                              |                              |                              |                              |                              |                              |  |  |        |        |        |        |             |             |             |             |             |             |          |          |                |                |                |                |                                    |                                    |                                    |                                    |                                    |                                    |                              |                              |                              |                              |                           |                           |                           |                           |                  |                  |                  |                  |                  |                  |                    |                    |                    |                    |                    |                    |             |             |                               |                               |                               |                               |                               |                               |  |  |                  |                  |                  |                  |                  |                  |          |          |                  |                  |                  |                  |                  |                  |               |               |               |               |               |               |                      |                      |                      |                      |                      |                      |                      |                      |                      |                      |              |              |              |              |              |              |                            |                            |                            |                            |                            |                            |                    |                    |                    |                    |                    |                    |  |  |
|  |  |  |  |                              |                              |                              |                              |                              |                              |  |  |        |        |        |        |             |             |             |             |             |             |          |          |                |                |                |                |                                    |                                    |                                    |                                    |                                    |                                    |                              |                              |                              |                              |                           |                           |                           |                           |                  |                  |                  |                  |                  |                  |                    |                    |                    |                    |                    |                    |             |             |                               |                               |                               |                               |                               |                               |  |  |                  |                  |                  |                  |                  |                  |          |          |                  |                  |                  |                  |                  |                  |               |               |               |               |               |               |                      |                      |                      |                      |                      |                      |                      |                      |                      |                      |              |              |              |              |              |              |                            |                            |                            |                            |                            |                            |                    |                    |                    |                    |                    |                    |  |  |
|  |  |  |  | 네리그리사르 r. 560 – 556 BC | 네리그리사르 r. 560 – 556 BC | 네리그리사르 r. 560 – 556 BC | 네리그리사르 r. 560 – 556 BC | 네리그리사르 r. 560 – 556 BC | 네리그리사르 r. 560 – 556 BC |  |  |        |        |        |        | 카샤야      | 카샤야      | 카샤야      | 카샤야      | 카샤야      | 카샤야      |          |          | 인닌-에티라트  | 인닌-에티라트  | 인닌-에티라트  | 인닌-에티라트  | 인닌-에티라트                      | 인닌-에티라트                      |                                    |                                    | 바우-아시투                        | 바우-아시투                        | 바우-아시투                  | 바우-아시투                  | 바우-아시투                  | 바우-아시투                  |                           |                           | 마르둑-나딘-아히          | 마르둑-나딘-아히          | 마르둑-나딘-아히 | 마르둑-나딘-아히 | 마르둑-나딘-아히 | 마르둑-나딘-아히 |                  |                  | 에안나-샤라-우수르 | 에안나-샤라-우수르 | 에안나-샤라-우수르 | 에안나-샤라-우수르 | 에안나-샤라-우수르 | 에안나-샤라-우수르 |             |             | 아멜-마르두크 r. 562 – 560 BC | 아멜-마르두크 r. 562 – 560 BC | 아멜-마르두크 r. 562 – 560 BC | 아멜-마르두크 r. 562 – 560 BC | 아멜-마르두크 r. 562 – 560 BC | 아멜-마르두크 r. 562 – 560 BC |  |  | 마르둑-슘-우수르 | 마르둑-슘-우수르 | 마르둑-슘-우수르 | 마르둑-슘-우수르 | 마르둑-슘-우수르 | 마르둑-슘-우수르 |          |          | 마르둑-나딘-수미 | 마르둑-나딘-수미 | 마르둑-나딘-수미 | 마르둑-나딘-수미 | 마르둑-나딘-수미 | 마르둑-나딘-수미 |               |               | 무셰집-마르둑 | 무셰집-마르둑 | 무셰집-마르둑 | 무셰집-마르둑 | 무셰집-마르둑        | 무셰집-마르둑        |                      |                      | 딸 (?) (니토크리스?) | 딸 (?) (니토크리스?) | 딸 (?) (니토크리스?) | 딸 (?) (니토크리스?) | 딸 (?) (니토크리스?) | 딸 (?) (니토크리스?) |              |              |              |              |              |              | 나보니두스 r. 556 – 539 BC | 나보니두스 r. 556 – 539 BC | 나보니두스 r. 556 – 539 BC | 나보니두스 r. 556 – 539 BC | 나보니두스 r. 556 – 539 BC | 나보니두스 r. 556 – 539 BC |                    |                    |                    |                    |                    |                    |  |  |
|  |  |  |  | 네리그리사르 r. 560 – 556 BC | 네리그리사르 r. 560 – 556 BC | 네리그리사르 r. 560 – 556 BC | 네리그리사르 r. 560 – 556 BC | 네리그리사르 r. 560 – 556 BC | 네리그리사르 r. 560 – 556 BC |  |  |        |        |        |        | 카샤야      | 카샤야      | 카샤야      | 카샤야      | 카샤야      | 카샤야      |          |          | 인닌-에티라트  | 인닌-에티라트  | 인닌-에티라트  | 인닌-에티라트  | 인닌-에티라트                      | 인닌-에티라트                      |                                    |                                    | 바우-아시투                        | 바우-아시투                        | 바우-아시투                  | 바우-아시투                  | 바우-아시투                  | 바우-아시투                  |                           |                           | 마르둑-나딘-아히          | 마르둑-나딘-아히          | 마르둑-나딘-아히 | 마르둑-나딘-아히 | 마르둑-나딘-아히 | 마르둑-나딘-아히 |                  |                  | 에안나-샤라-우수르 | 에안나-샤라-우수르 | 에안나-샤라-우수르 | 에안나-샤라-우수르 | 에안나-샤라-우수르 | 에안나-샤라-우수르 |             |             | 아멜-마르두크 r. 562 – 560 BC | 아멜-마르두크 r. 562 – 560 BC | 아멜-마르두크 r. 562 – 560 BC | 아멜-마르두크 r. 562 – 560 BC | 아멜-마르두크 r. 562 – 560 BC | 아멜-마르두크 r. 562 – 560 BC |  |  | 마르둑-슘-우수르 | 마르둑-슘-우수르 | 마르둑-슘-우수르 | 마르둑-슘-우수르 | 마르둑-슘-우수르 | 마르둑-슘-우수르 |          |          | 마르둑-나딘-수미 | 마르둑-나딘-수미 | 마르둑-나딘-수미 | 마르둑-나딘-수미 | 마르둑-나딘-수미 | 마르둑-나딘-수미 |               |               | 무셰집-마르둑 | 무셰집-마르둑 | 무셰집-마르둑 | 무셰집-마르둑 | 무셰집-마르둑        | 무셰집-마르둑        |                      |                      | 딸 (?) (니토크리스?) | 딸 (?) (니토크리스?) | 딸 (?) (니토크리스?) | 딸 (?) (니토크리스?) | 딸 (?) (니토크리스?) | 딸 (?) (니토크리스?) |              |              |              |              |              |              | 나보니두스 r. 556 – 539 BC | 나보니두스 r. 556 – 539 BC | 나보니두스 r. 556 – 539 BC | 나보니두스 r. 556 – 539 BC | 나보니두스 r. 556 – 539 BC | 나보니두스 r. 556 – 539 BC |                    |                    |                    |                    |                    |                    |  |  |
|  |  |  |  |                              |                              |                              |                              |                              |                              |  |  |        |        |        |        |             |             |             |             |             |             |          |          |                |                |                |                |                                    |                                    |                                    |                                    |                                    |                                    |                              |                              |                              |                              |                           |                           |                           |                           |                  |                  |                  |                  |                  |                  |                    |                    |                    |                    |                    |                    |             |             |                               |                               |                               |                               |                               |                               |  |  |                  |                  |                  |                  |                  |                  |          |          |                  |                  |                  |                  |                  |                  |               |               |               |               |               |               |                      |                      |                      |                      |                      |                      |                      |                      |                      |                      |              |              |              |              |              |              |                            |                            |                            |                            |                            |                            |                    |                    |                    |                    |                    |                    |  |  |
|  |  |  |  |                              |                              |                              |                              |                              |                              |  |  |        |        |        |        |             |             |             |             |             |             |          |          |                |                |                |                |                                    |                                    |                                    |                                    |                                    |                                    |                              |                              |                              |                              |                           |                           |                           |                           |                  |                  |                  |                  |                  |                  |                    |                    |                    |                    |                    |                    |             |             |                               |                               |                               |                               |                               |                               |  |  |                  |                  |                  |                  |                  |                  |          |          |                  |                  |                  |                  |                  |                  |               |               |               |               |               |               |                      |                      |                      |                      |                      |                      |                      |                      |                      |                      |              |              |              |              |              |              |                            |                            |                            |                            |                            |                            |                    |                    |                    |                    |                    |                    |  |  |
|  |  |  |  | 라바시-마르두크 r. 556 BC    | 라바시-마르두크 r. 556 BC    | 라바시-마르두크 r. 556 BC    | 라바시-마르두크 r. 556 BC    | 라바시-마르두크 r. 556 BC    | 라바시-마르두크 r. 556 BC    |  |  | 기기툼 | 기기툼 | 기기툼 | 기기툼 | 기기툼      | 기기툼      |             |             |             |             |          |          | 나부-수마-우킨 | 나부-수마-우킨 | 나부-수마-우킨 | 나부-수마-우킨 | 나부-수마-우킨                     | 나부-수마-우킨                     |                                    |                                    |                                    |                                    |                              |                              |                              |                              |                           |                           |                           |                           |                  |                  |                  |                  |                  |                  |                    |                    |                    |                    |                    |                    |             |             | 인두                          | 인두                          | 인두                          | 인두                          | 인두                          | 인두                          |  |  |                  |                  |                  |                  | 벨사살           | 벨사살           | 벨사살   | 벨사살   | 벨사살           | 벨사살           |                  |                  | 엔니갈디-난나    | 엔니갈디-난나    | 엔니갈디-난나 | 엔니갈디-난나 | 엔니갈디-난나 | 엔니갈디-난나 |               |               | 이나-에사길라-레마토 | 이나-에사길라-레마토 | 이나-에사길라-레마토 | 이나-에사길라-레마토 | 이나-에사길라-레마토 | 이나-에사길라-레마토 |                      |                      | 아카부운마           | 아카부운마           | 아카부운마   | 아카부운마   | 아카부운마   | 아카부운마   |              |              | 그 외                      | 그 외                      | 그 외                      | 그 외                      | 그 외                      | 그 외                      |                    |                    |                    |                    |                    |                    |  |  |
|  |  |  |  | 라바시-마르두크 r. 556 BC    | 라바시-마르두크 r. 556 BC    | 라바시-마르두크 r. 556 BC    | 라바시-마르두크 r. 556 BC    | 라바시-마르두크 r. 556 BC    | 라바시-마르두크 r. 556 BC    |  |  | 기기툼 | 기기툼 | 기기툼 | 기기툼 | 기기툼      | 기기툼      |             |             |             |             |          |          | 나부-수마-우킨 | 나부-수마-우킨 | 나부-수마-우킨 | 나부-수마-우킨 | 나부-수마-우킨                     | 나부-수마-우킨                     |                                    |                                    |                                    |                                    |                              |                              |                              |                              |                           |                           |                           |                           |                  |                  |                  |                  |                  |                  |                    |                    |                    |                    |                    |                    |             |             | 인두                          | 인두                          | 인두                          | 인두                          | 인두                          | 인두                          |  |  |                  |                  |                  |                  | 벨사살           | 벨사살           | 벨사살   | 벨사살   | 벨사살           | 벨사살           |                  |                  | 엔니갈디-난나    | 엔니갈디-난나    | 엔니갈디-난나 | 엔니갈디-난나 | 엔니갈디-난나 | 엔니갈디-난나 |               |               | 이나-에사길라-레마토 | 이나-에사길라-레마토 | 이나-에사길라-레마토 | 이나-에사길라-레마토 | 이나-에사길라-레마토 | 이나-에사길라-레마토 |                      |                      | 아카부운마           | 아카부운마           | 아카부운마   | 아카부운마   | 아카부운마   | 아카부운마   |              |              | 그 외                      | 그 외                      | 그 외                      | 그 외                      | 그 외                      | 그 외                      |                    |                    |                    |                    |                    |                    |  |  |
|  |  |  |  |                              |                              |                              |                              |                              |                              |  |  |        |        |        |        |             |             |             |             |             |             |          |          |                |                |                |                |                                    |                                    |                                    |                                    |                                    |                                    |                              |                              |                              |                              |                           |                           |                           |                           |                  |                  |                  |                  |                  |                  |                    |                    |                    |                    |                    |                    |             |             |                               |                               |                               |                               |                               |                               |  |  |                  |                  |                  |                  |                  |                  |          |          |                  |                  |                  |                  |                  |                  |               |               |               |               |               |               |                      |                      |                      |                      |                      |                      |                      |                      |                      |                      |              |              |              |              |              |              |                            |                            |                            |                            |                            |                            |                    |                    |                    |                    |                    |                    |  |  |
|  |  |  |  |                              |                              |                              |                              |                              |                              |  |  |        |        |        |        |             |             | 후손 (?)    | 후손 (?)    | 후손 (?)    | 후손 (?)    | 후손 (?) | 후손 (?) |                |                |                |                |                                    |                                    |                                    |                                    |                                    |                                    |                              |                              |                              |                              |                           |                           |                           |                           |                  |                  |                  |                  |                  |                  |                    |                    |                    |                    |                    |                    |             |             |                               |                               |                               |                               |                               |                               |  |  |                  |                  |                  |                  | 후손 (?)         | 후손 (?)         | 후손 (?) | 후손 (?) | 후손 (?)         | 후손 (?)         |                  |                  |                  |                  |               |               |               |               |               |               |                      |                      |                      |                      |                      |                      |                      |                      |                      |                      |              |              |              |              |              |              | 후손                       | 후손                       | 후손                       | 후손                       | 후손                       | 후손                       |                    |                    |                    |                    |                    |                    |  |  |

### 내용주
1. ↑  이 왕조의 본래 이름은 어떤 자료에도 남아있지 않으므로, 역사가들은 여러 대체 이름을 사용했다.[2] '칼데아 왕조'와 '신바빌로니아 왕조' 외에도 과거 일부 학자들이 사용했던 이름으로는 '네부카드네자르 왕조', '비트 야킨 왕조', '제3해양 왕조' 등이 있다.[3] 비트 야킨은 남부 바빌로니아의 강력한 칼데아 부족이었다. 그들이 칼데아 왕조와 연관되어 있다는 증거는 없지만, 이 부족은 이전에 마르둑-아플라-이디나 2세 (r. 기원전 722–710년 및 기원전 703년)와 같은 바빌로니아 왕을 배출한 바 있다.[4]
2. ↑  왕 나부-무킨-아플리 (r. 경 기원전 978–943년)가 E 왕조 (제8왕조)가 아닌 자신만의 왕조에 잘못 귀속되었던 과거 학계에서는 X 대신 XI라는 숫자가 종종 사용되었다.[5]
3. 1 2  후대의 두 바빌로니아 반란군 네부카드네자르 3세와 네부카드네자르 4세는 모두 나보니두스의 아들이라고 주장했지만, 두 반란군 모두에게 사실이 아니었다. 네부카드네자르 3세는 실제로는 무킨-제리라는 남자의 아들이었고, 네부카드네자르 4세는 우라르투 (아르메니아) 출신이었다.[31] 이 반란군들의 불법성에도 불구하고, 나보니두스에게는 증손자가 있었지만, 그들의 이름과 정확한 혈통은 알려져 있지 않다.[32] 시파르의 기록에는 나보니두스의 딸이 적어도 한 명 더 존재했음을 나타낼 수 있지만, 그녀의 이름은 알려져 있지 않다.[33]
4. ↑  나부-수마-우킨은 시리크티-마르둑이라는 남자의 아들이었고, 보르시파의 저명한 아르카-일리-담카 가문에 속했으며, 그 도시의 주 신전인 에지다의 대제사장을 지냈다.[34] 그의 가문은 기원전 8세기 왕 나부-수마-이시쿤의 통치 이래로 바빌로니아에 존재했음이 기록되어 있다. 아르카-일리-담카 가문은 다리우스 1세 (r. 기원전 522–486년) 통치 시대에 보르시파와 바빌론에서 마지막으로 기록되었다.[35]
5. ↑  후대의 유대 전통은 벨사살에게 와스디라는 딸이 있었다고 보는데, 그녀는 에스델기에서 아하수에로 왕의 첫 번째 아내로 묘사된다. 그녀의 존재는 역사적으로 확인되지 않았다.[36]

### 참조주
1. 1 2  Beaulieu 2018, 12쪽.
2. ↑  Beaulieu 2018, 13쪽.
3. ↑  Wiseman 1991, 229쪽.
4. ↑  Radner 2012.
5. ↑  Bayles Paton 1901, 16쪽.
6. 1 2 3  Beaulieu 2016, 4쪽.
7. ↑  Jursa 2007, 131–132쪽.
8. ↑  Johnston 1901, 20쪽.
9. ↑  Bedford 2016, 56쪽.
10. ↑  The British Museum 1908, 10쪽.
11. ↑  Melville 2011, 16쪽.
12. ↑  Jursa 2007, 130–131쪽.
13. ↑  Beaulieu 1998, 198쪽.
14. ↑  Jursa 2007, 127–135쪽.
15. ↑  Beaulieu 1998, 199쪽.
16. ↑  Beaulieu 1998, 200쪽.
17. 1 2  Wiseman 1991, 241쪽.
18. ↑  Lendering 2006.
19. 1 2  Gruenthaner 1949, 409쪽.
20. 1 2  Beaulieu 1989, 98쪽.
21. ↑  Beaulieu 1989, 89쪽.
22. ↑  Wiseman 1991, 244쪽.
23. ↑  Beaulieu 2007, 139쪽.
24. ↑  Beaulieu 1989, 231쪽.
25. ↑  Wiseman 1983, 12쪽.
26. ↑  Jursa 2007, 133쪽.
27. ↑  Beaulieu 1998, 174–175, 199–200쪽.
28. ↑  Wiseman 1983, 10–12쪽.
29. ↑  Chavalas 2000, 164쪽.
30. ↑  Wiseman 1983, 7–12쪽.
31. ↑  Nielsen 2015, 55–57쪽.
32. ↑  Beaulieu 1989, 77쪽.
33. ↑  Beaulieu 1989, 137쪽.
34. ↑  Frame 1984, 70쪽.
35. ↑  Frame 1984, 73쪽.
36. ↑  Grassi 2008, 200쪽.

## 참고문헌
- Bayles Paton, Lewis (1901). 《Recent Investigations in Ancient Oriental Chronology》. 《The Biblical World》 18. 13–30쪽. doi:10.1086/472845. JSTOR 3137273. S2CID 144421909.
- Beaulieu, Paul-Alain (1989). 《Reign of Nabonidus, King of Babylon (556-539 BC)》. Yale University Press. doi:10.2307/j.ctt2250wnt. ISBN 9780300043143. JSTOR j.ctt2250wnt. OCLC 20391775.
- Beaulieu, Paul-Alain (1998). 《Ba'u-asītu and Kaššaya, Daughters of Nebuchadnezzar II》. 《Orientalia》 67. 173–201쪽. JSTOR 43076387.
- Beaulieu, Paul-Alain (2007). 〈Nabonidus the Mad King: A Reconsideration of His Steles from Harran and Babylon〉.   Heinz, Marlies; Feldman, Marian H. 《Representations of Political Power: Case Histories from Times of Change and Dissolving Order in the Ancient Near East》. Eisenbrauns. ISBN 978-1575061351.
- Beaulieu, Paul-Alain (2016). 〈Neo-Babylonian (Chaldean) Empire〉. 《The Encyclopedia of Empire》. John Wiley & Sons, Ltd. 1–5쪽. doi:10.1002/9781118455074.wbeoe220. ISBN 978-1118455074.
- Beaulieu, Paul-Alain (2018). 《A History of Babylon, 2200 BC - AD 75》. Pondicherry: Wiley. ISBN 978-1405188999.
- Bedford, Peter R. (2016). 〈Assyria’s Demise as Recompense: A Note on Narratives of Resistance in Babylonia and Judah〉.   Collins, John J.; Manning, J. G. 《Revolt and Resistance in the Ancient Classical World and the Near East: In the Crucible of Empire》. Brill Publishers. ISBN 978-9004330184.
- Chavalas, Mark W. (2000). 〈Belshazzar〉.   Freedman, David Noel; Myers, Allen C. 《Eerdmans Dictionary of the Bible》. Eerdmans. ISBN 9789053565032.
- Dalley, Stephanie (2003). 〈The Hanging Gardens of Babylon?〉. 《Herodotus and His World: Essays from a Conference in Memory of George Forrest》. Oxford: Oxford University Press. ISBN 978-0199253746.
- Frame, G. (1984). 《The "First Families" of Borsippa during the Early Neo-Babylonian Period》. 《Journal of Cuneiform Studies》 36. 67–80쪽. doi:10.2307/1360012. JSTOR 1360012. S2CID 163534822.
- Grassi, Giulia F. (2008). 《Belshazzar's Feast and Feats: the Last prince of Babylon in Ancient Eastern and Western Sources》. 《KASKAL》 5. 187–210쪽. doi:10.1400/118348.
- Gruenthaner, Michael J. (1949). 《The Last King of Babylon》. 《The Catholic Biblical Quarterly》 11. 406–427쪽. JSTOR 43720153.
- Jursa, Michael (2007). 《Die Söhne Kudurrus und die Herkunft der neubabylonischen Dynastie》 [The Sons of Kudurru and the Origins of the New Babylonian Dynasty]. 《Revue d'assyriologie et d'archéologie orientale》 (독일어) 101. 125–136쪽. doi:10.3917/assy.101.0125.
- Johnston, Christopher (1901). 《The Fall of Nineveh》. 《Journal of the American Oriental Society》 22. 20–22쪽. doi:10.2307/592409. JSTOR 592409.
- Lambert, Wilfred G.; Zilberg, Peter (2017). 《A Silver Bowl with an Inscription of Nebuchadnezzar II》. 《Revue d'Assyriologie et d'archéologie orientale》 111. 141–146쪽. doi:10.3917/assy.111.0141. JSTOR 44646411.
- Melville, Sarah C. (2011). 〈The Last Campaign: the Assyrian Way of War and the Collapse of the Empire〉.   Lee, Wayne E. 《Warfare and Culture in World History》. New York: New York University Press. ISBN 978-0814752784.
- Nielsen, John P. (2015). 〈“I Overwhelmed the King of Elam”: Remembering Nebuchadnezzar I in Persian Babylonia〉.   Silverman, Jason M.; Waerzeggers, Caroline. 《Political Memory in and After the Persian Empire》. SBL Press. ISBN 978-0884140894.
- The British Museum (1908). 《A Guide to the Babylonian and Assyrian Antiquities》. London: British Museum. OCLC 70331064.
- Wiseman, Donald J. (1983). 《Nebuchadrezzar and Babylon: The Schweich Letters》. Oxford: Oxford University Press. ISBN 978-0197261002.
- Wiseman, Donald J. (2003) [1991]. 〈Babylonia 605–539 B.C.〉.   Boardman, John; Edwards, I. E. S.; Hammond, N. G. L.; Sollberger, E.; Walker, C. B. F. 《The Cambridge Ancient History: III Part 2: The Assyrian and Babylonian Empires and Other States of the Near East, from the Eighth to the Sixth Centuries B.C.》 2판. Cambridge University Press. ISBN 0-521-22717-8.

### 웹 자료
- Lendering, Jona (2006). “Neriglissar”. 《Livius》. 2020년 8월 22일에 확인함.
- Radner, Karen (2012). “Sargon II, king of Assyria (721-705 BC)”. 《Assyrian empire builders》. 2020년 2월 9일에 확인함.

| - 왕가 -Chaldean dynasty수립연도: 기원전 626년 |                                      |                                        |
| 이전 사르곤 왕조                               | 바빌로니아의 왕조 기원전 626년–539년 | 이후 아케메네스 왕조 (아케메네스 제국) |